# 戟叶薹草
戟叶薹草（学名：Carex hastata）为莎草科薹草属的植物。分布于中国大陆的浙江、湖南等地，多生长于竹林下，目前尚未由人工引种栽培。